# ゆい (かりゆし58の曲)
「ゆい」は、日本のロックバンド、かりゆし58の11枚目のシングル。2012年3月14日にLD&K Recordsより発売された。

## 概要
本タイトル曲は「結い」、つまり人との繋がり、絆をテーマとした楽曲になっており、HEY!HEY!HEY! MUSIC CHAMPの2012年3月度、4月度のエンディングテーマ曲のタイアップになっている。
初回盤に収録されているDVDでは、本曲のアコースティックバージョンの他、アンマー、さよなら、オワリはじまりのダイジェストライブ映像も収録されている。

## 収録曲
1. ゆい
2. じゃあまたな
3. ゆい(カラオケ)

## DVD
ゆいスペシャル特典DVD(撮り下しアコースティックver.収録)
「アンマー」「さよなら」「オワリはじまり」スペシャルダイジェストライブ映像～LIVE DVD 『かりゆしテレビ　その5』より～
ゆいレコーディングオフショット映像